# Nils Åstrand
Nils Åstrand, (enligt födelsboken Niclas), född den 9 december 1785 i Ånsta socken, Örebro län, död den 10 december 1840 i Stockholm, var en svensk präst och riksdagsman.
Han föddes på ett soldattorp i Ånstad socken. Hans föräldrar var soldaten Hans Mellring och hans hustru Christina Larsdotter.
Åstrand blev student vid Uppsala universitet 1807, filosofie magister 1812, apologist i Nyköping 1814 och i Örebro 1819, konrektor där 1822 och kyrkoherde i Ekers prebendepastorat samma år. Han utbytte detta mot Kräcklinge 1827, utnämndes 1828 till häradsprost samt förflyttades 1840 till Edsberg och Hackvad. Som ombud för Strängnäs stift var Åstrand ledamot av prästeståndet vid riksdagarna 1828–1830, 1834–1835 och 1840. Han räknades till en av ståndets inflytelserikaste medlemmar, visade prov på sakkunskap, skarpsinne och självständig hållning samt var ett av de viktigaste stöden för den konservatism, som ärkebiskop af Wingård främst gjorde gällande. År 1837 utsågs Åstrand till statsrevisor. I sina yngre år verkställde han bland annat översättningar av historiska arbeten.